# Lycium fuscum
Lycium fuscum är en potatisväxtart som beskrevs av John Miers. Lycium fuscum ingår i släktet bocktörnen, och familjen potatisväxter. Inga underarter finns listade i Catalogue of Life.